# Breaking the Habit (bài hát)
"Breaking the Habit" (n.đ. 'Phá vỡ Thói quen') là một bài hát của ban nhạc rock người Mỹ Linkin Park. Đây là bài hát thứ 9 trong album phòng thu thứ 2 của họ, Meteora, và được phát hành làm đĩa đơn thứ 5 cũng như là đĩa đơn cuối cùng của album. Bài hát là một bản hit; nó trở thành đĩa đơn thứ 5 liên tiếp của 1 album (Meteora) đạt vị trí quán quân trên bảng xếp hạng Billboard Modern Rock Tracks, một thành tích chưa từng có nghệ sĩ nào khác trong lịch sử của bảng xếp hạng đó sánh được. Đây cũng là đĩa đơn thứ 3 trong album đạt vị trí số một trên bảng xếp hạng Mainstream Rock Tracks. Bài hát cũng đạt vị trí thứ 20 trên Billboard Hot 100, và được chứng nhận Vàng bởi RIAA. Bài hát cũng tỏ ra thành công ở nhiều quốc gia khác, ngoại trừ ở Anh, nơi nó trở thành đĩa đơn đầu tiên của họ xếp hạng ngoài top 30. Vào ngày 4 tháng 9 năm 2012, "Breaking the Habit", "Shadow of the Day", "New Divide" và "Burn It Down" được phát hành dưới dạng nội dung có thể tải xuống cho trò chơi video nhịp điệu âm nhạc, Rock Band 3.

## Hoàn cảnh
"Breaking the Habit" có phần mở đầu mang âm hưởng điện tử mạnh mẽ, tiếng nhạc cụ dây và guitar thu âm trực tiếp. Đó là một hướng đi khác lạ so với các phần trình diễn nu metal/rap rock trước đó của họ vì không có đoạn guitar riff nào, cũng như không có giọng hát rap nào từ Mike Shinoda, một phong cách mà họ sẽ khám phá thêm trong các album sau của mình.
Một quan niệm sai lầm phổ biến về bài hát là nó được sáng tác bởi ca sĩ chính Chester Bennington do phải đấu tranh với việc lạm dụng chất kích thích. Thật ra thành viên ban nhạc Mike Shinoda đã bắt đầu viết bài hát trước lúc ông gặp Bennington khi ông dựa trên chứng nghiện ma túy của một người bạn thân khác.
Trong phần ghi chú của album, nó nói rằng ban đầu bài hát sẽ là một bản nhạc cụ kéo dài hơn 3 phút rưỡi, nhưng Shinoda đã được ban nhạc thuyết phục nên thay đổi. Bản nhạc cụ này sau đó đã được phát hành trên đĩa Underground 9.0 Fan Club dưới dạng bản demo mang tên "Drawing".
Shinoda đã có ý tưởng lời bài hát về cảm xúc mà ông đã cố gắng thể hiện từ 5 đến 6 năm trước khi sản xuất Meteora. Đối với ông, khi nghe bản demo "Drawing" vào một đêm ông thấy bản nhạc ấy và lời bài hát là dành cho nhau. Ông đã cho Bennington xem lời bài hát mà ông đã viết, và Bennington đã xúc động rớt nước mắt, đồng cảm với những câu từ đến mức ông đã gặp khó khăn khi biểu diễn trực tiếp bài hát trong gần một năm sau khi phát hành Meteora.
Bản demo gốc năm 2002 của bài hát này với lời bài hát khác và Shinoda hát chính xuất hiện trên LP Underground XIV.

## Video âm nhạc

Hình chụp video nhạc. Trong hình là Rob Bourdon, tay trống của ban nhạc

Video âm nhạc cho "Breaking the Habit" do Studio Gonzo thực hiện việc hoạt họa; do Joe Hahn đạo diễn và Eric Calderon đồng sản xuất. Nó sử dụng phong cách anime và được giám sát bởi Kazuto Nakazawa, người trước đây đã đạo diễn phân đoạn hoạt hình trong Kill Bill: Tập 1 của Quentin Tarantino cũng như những sản phẩm khác. Đoạn video quay cảnh ban nhạc biểu diễn bài hát và sau đó đã được quay rotoscope. Video đã trở thành video yêu thích của khán giả MTV, thậm chí còn giành được Giải thưởng Lựa chọn của Khán giả MTV VMA năm 2004.
Tính đến tháng 12 năm 2020, bài hát đã có 246 triệu lượt xem trên YouTube.
Ngoài ra còn có một video âm nhạc thứ 2, có tựa đề "Breaking the Habit (5.28.04 3:37 PM)", quay cảnh ban nhạc trong phòng thu của họ biểu diễn bài hát. Video do Kimo Proudfoot đạo diễn và có trên DVD Breaking the Habit.

### iTunes
Video của "Breaking the Habit" có mặt trên iTunes, cùng với phiên bản video trực tiếp của video. Video trực tiếp được trích từ DVD hòa nhạc Road to Revolution: Live at Milton Keynes.

## Đón nhận
“Breaking the Habit” đã được xếp hạng trong số các bài hát hay nhất của Linkin Park bởi Billboard (thứ 6), Stereogum (thứ 2), và The Independent.

## Danh sách ca khúc
Tất cả các ca khúc được viết bởi Linkin Park.
| STT | Nhan đề                      | Thời lượng |
| --- | ---------------------------- | ---------- |
| 1.  | "Breaking the Habit"         | 3:16       |
| 2.  | "Crawling" (Trực tiếp)       | 3:30       |
| 3.  | "Breaking the Habit" (Video) | 3:16       |

## Xếp hạng

### Bảng xếp hạng hàng tuần
| Bảng xếp hạng (2004)                 | Vị trí cao nhất |
| ------------------------------------ | --------------- |
| Úc (ARIA)                            | 23              |
| Áo (Ö3 Austria Top 40)               | 43              |
| Canada Rock Top 30 (Radio & Records) | 2               |
| Czech Republic (IFPI)                | 4               |
| Pháp (SNEP)                          | 27              |
| Đức (GfK)                            | 25              |
| Ireland (IRMA)                       | 46              |
| Hà Lan (Dutch Top 40)                | 19              |
| Hà Lan (Single Top 100)              | 41              |
| New Zealand (Recorded Music NZ)      | 27              |
| Polish Singles Chart                 | 1               |
| Scotland (OCC)                       | 41              |
| Thụy Sĩ (Schweizer Hitparade)        | 56              |
| Anh Quốc Rock and Metal (OCC)        | 3               |
| Anh Quốc (OCC)                       | 39              |
| Hoa Kỳ Alternative Songs (Billboard) | 1               |
| Hoa Kỳ Adult Pop Airplay (Billboard) | 25              |
| Hoa Kỳ Billboard Hot 100             | 20              |
| Hoa Kỳ Pop Airplay (Billboard)       | 15              |
| Hoa Kỳ Mainstream Rock (Billboard)   | 1               |

| Bảng xếp hạng (2017)                   | Vị trí cao nhất |
| -------------------------------------- | --------------- |
| Cộng hòa Séc (Singles Digitál Top 100) | 69              |
| Slovakia (Singles Digitál Top 100)     | 99              |
| Hoa Kỳ Hot Rock Songs (Billboard)      | 12              |

### Bảng xếp hạng cuối năm
| Bảng xếp hạng (2004)         | Vị trí Cao nhất |
| ---------------------------- | --------------- |
| Billboard Hot 100 của Hoa Kỳ | 79              |

| Bảng xếp hạng (2019) | Vị trí |
| -------------------- | ------ |
| Bồ Đào Nha (AFP)     | 1891   |

## Chứng nhận
| Quốc gia                                                    | Chứng nhận | Số đơn vị/doanh số chứng nhận |
| ----------------------------------------------------------- | ---------- | ----------------------------- |
| Anh Quốc (BPI)                                              | Silver     | 200.000‡                      |
| Hoa Kỳ (RIAA)                                               | Gold       | 500.000‡                      |
| ‡ Chứng nhận dựa theo doanh số tiêu thụ và phát trực tuyến. |            |                               |

## Nhân sự
Linkin Park
- Chester Bennington - ca sĩ
- Rob Bourdon - trống
- Brad Delson - guitar
- Joe Hahn - bàn xoay, sample
- Dave "Phoenix" Farrell - guitar bass
- Mike Shinoda - đàn organ

Nhạc sĩ bổ sung
- Joel Derouin, Charlie Bisharat, Alyssa Park, Sara Parkins, Michelle Richards, Mark Robertson - violin
- Evan Wilson, Bob Becker - violin
- Larry Corbett, Dan Smith - cello
- David Campbell - biên soạn nhạc cụ dây